# Chrząstkozrost
Chrząstkozrost, połączenie chrzęstne (łac. synchondrosis, junctura cartilaginea) – połączenie ścisłe dwóch kości za pomocą tkanki chrzęstnej. U człowieka występuje m.in. między pierwszym żebrem a mostkiem, które połączone są chrząstką szklistą. Chrząstkozrostami włóknistymi są np. krążki międzykręgowe, chrząstki na podstawie czaszki, chrząstki między kośćmi łonowymi (w spojeniu łonowym).